# Jeanne (film 2019)
Jeanne è un film del 2019 scritto e diretto da Bruno Dumont.
Adattamento cinematografico del secondo e terzo atto de Il mistero della carità di Giovanna d'Arco (1897) di Charles Péguy, è il seguito di Jeannette, l'enfance de Jeanne d'Arc (2017) dello stesso Dumont. È stato presentato nella sezione Un Certain Regard del 72º Festival di Cannes.

## Trama
Dal 1429 al 1431, le ultime battaglie, la cattura e il processo e la morte di Giovanna d'Arco.

## Distribuzione
Il film è stato presentato in anteprima il 18 maggio 2019 alla 72ª edizione del Festival di Cannes, nella sezione Un Certain Regard. È stato distribuito nelle sale cinematografiche francesi da Les Films du Losange a partire dall'11 settembre dello stesso anno.

## Accoglienza

### Incassi
Con 40698 spettatori in Francia, il film è stato un flop al botteghino.

### Critica
È stato inserito al quinto posto dai Cahiers du cinéma nella loro lista annuale dei migliori film dell'anno, vincendo inoltre il premio Louis-Delluc.

## Riconoscimenti
- 2019 - Festival di Cannes[8]
  - Menzione speciale al premio Un Certain Regard
- 2020 - Premio César
  - Candidatura per i migliori costumi ad Alexandra Charles
- 2020 - Premio Lumière
  - Candidatura per la migliore promessa femminile a Lise Leplat Prudhomme
  - Candidatura per le migliori musiche a Christophe